# Tomiya
Tomiya (jap. 富谷市 Tomiya-shi) – miasto w Japonii, w prefekturze Miyagi, na wyspie Honsiu. Ma powierzchnię 49,18 km². W 2020 r. mieszkało w nim 51 651 osób, w 18 376 gospodarstwach domowych  (w 2010 r. 47 042 osoby, w 15 379 gospodarstwach domowych) .

## Historia
1 kwietnia 1889 roku, wraz z wdrożeniem przepisów miejskich i w wyniku połączenia 12 wiosek powstała wioska Tomiya. 1 kwietnia 1963 roku wioska zdobyła status miasteczka, a 10 października 2016 roku – status miasta. 

## Populacja
Zmiany w populacji terenu miasta w latach 1950–2020: